# Ripacandida
Ripacandida ist eine süditalienische Gemeinde (comune) mit 1565 Einwohnern (Stand 31. Dezember 2023) in der Provinz Potenza in der Basilikata. Die Gemeinde liegt etwa 30,5 Kilometer nordnordwestlich von Potenza.

## Geschichte
Besiedelt war die Gemeinde ab dem 7. Jahrhundert vor Christus.

## Gemeindepartnerschaften
Ripacandida unterhält Partnerschaften mit folgenden Gemeinden:
- Italien: Anzi, Provinz Potenza (seit 2008)
- Italien: Auletta, Provinz Salerno (seit 1966)
- Italien: Assisi, Provinz Perugia
- USA: Blue Island, Illinois